# Adrián Janin
Adrián Héctor Janin (Buenos Aires, Argentina, 1 de enero de 1965) es un exfutbolista argentino que jugaba como volante.

## Trayectoria

### Huracán
Janin se formó en las divisiones inferiores del Huracán y debutó con la camiseta de globo en 1984. Jugó en el club de Parque Patricios hasta 1986.

### Temperley
En 1987 pasó a Temperley, donde tuvo un breve paso.

### Emelec
Tuvo su primera experiencia en el extranjero, cuando se mudó a Ecuador, para jugar en Emelec. En el equipo ecuatoriano jugó un año.

### Defensa y Justicia
Volvió a Argentina en 1988 y se sumó a Defensa y Justicia. En el halcón llegó cuartos de final por el segundo ascenso. Disputó una temporada en Defensa.

### Tigre
En 1989 se unió a Tigre. Jugó en Tigre hasta 1990.

### Santiago Wanderers
En 1991 se mudó a Chile y se sumó a Santiago Wanderers.

### Atlético Tucumán
Para la temporada 1991/92 regresó a su país, para vestir la camiseta de Atlético Tucumán. En el decano disputó una temporada.

### All Boys
Luego de su paso por Atlético se unió a All Boys. Con el blanquinegro se coronó campeón de la B Metropolitana y obtuvo el ascenso a la B Nacional.

### Marconi Fairfield
En 1993 viajó a Australia y se sumó a Marconi Fairfield.

## Clubes
| Club               | País      |
| ------------------ | --------- |
| Huracán            | Argentina |
| Temperley          | Argentina |
| Emelec             | Ecuador   |
| Defensa y Justicia | Argentina |
| Tigre              | Argentina |
| Santiago Wanderers | Chile     |
| Atlético Tucumán   | Argentina |
| All Boys           | Argentina |
| Marconi Fairfield  | Australia |

## Palmarés
| Título          | Equipo   | País      | Año     |
| --------------- | -------- | --------- | ------- |
| B Metropolitana | All Boys | Argentina | 1992/93 |